# Kabinet-Fanfani II
Het kabinet–Fanfani II was de Italiaanse regering van 1 juli 1958 tot 15 februari 1959. Het kabinet was een regeringscoalitie en werd gevormd door de politieke partijen Democrazia Cristiana (DC) en de Sociaaldemocratische Partij van Italië (PSDI) na de parlementsverkiezingen van 1958 met oud-premier Amintore Fanfani van de Democrazia Cristiana opnieuw als premier. Het kabinet viel op 31 januari 1959 na dat minister van Arbeid en Sociale Zaken Ezio Vigorelli (PSDI) zijn ontslag aanbod na aanhoudenden onrust binnen zijn partij.

## Kabinet–Fanfani II (1958–1959)
| Ambtsbekleder                   | Ambtsbekleder         | Ambtsbekleder                     | Functie                                  | Ambtstermijn | Ambtstermijn     | Partij |
| ------------------------------- | --------------------- | --------------------------------- | ---------------------------------------- | ------------ | ---------------- | ------ |
|                                 | Amintore Fanfani      | Amintore Fanfani (1908–1999)      | Premier                                  | 1 juli 1958  | 15 februari 1959 | DC     |
|                                 | Antonio Segni         | Antonio Segni (1891–1972)         | Vicepremier                              | 1 juli 1958  | 15 februari 1959 | DC     |
| Minister van Buitenlandse Zaken | Antonio Segni         | Antonio Segni (1891–1972)         |                                          | 1 juli 1958  | 15 februari 1959 | DC     |
| Minister van Defensie           | Antonio Segni         | Antonio Segni (1891–1972)         |                                          | 1 juli 1958  | 15 februari 1959 | DC     |
|                                 | Antonio Maxia         | Antonio Maxia (1904–1962)         | Secretaris- generaal                     | 1 juli 1958  | 15 februari 1959 | DC     |
|                                 | Fernando Tambroni     | Fernando Tambroni (1901–1963)     | Minister van Binnenlandse Zaken          | 5 juli 1955  | 15 februari 1959 | DC     |
|                                 | Luigi Preti           | Luigi Preti (1914–2009)           | Minister van Financiën                   | 1 juli 1958  | 15 februari 1959 | PSDI   |
|                                 | Giulio Andreotti      | Giulio Andreotti (1919–2013)      | Minister van de Schatkist                | 1 juli 1958  | 15 februari 1959 | DC     |
|                                 | Giuseppe Medici       | Giuseppe Medici (1907–2000)       | Minister van het Budget                  | 1 juli 1958  | 15 februari 1959 | DC     |
|                                 | Guido Gonella         | Guido Gonella (1905–1982)         | Minister van Justitie                    | 20 mei 1957  | 20 februari 1962 | DC     |
|                                 | Giorgio Bo            | Giorgio Bo (1905–1980)            | Minister van Economische Zaken           | 1 juli 1958  | 15 februari 1959 | DC     |
|                                 | Vincenzo Monaldi      | Vincenzo Monaldi (1899–1969)      | Minister van Volksgezondheid             | 1 juli 1958  | 15 februari 1959 | DC     |
|                                 | Ezio Vigorelli        | Ezio Vigorelli (1892–1964)        | Minister van Arbeid en Sociale Zaken     | 1 juli 1958  | 15 februari 1959 | PSDI   |
|                                 | Aldo Moro             | Aldo Moro (1916–1978)             | Minister van Onderwijs                   | 20 mei 1957  | 15 februari 1959 | DC     |
|                                 | Armando Angelini      | Armando Angelini (1891–1968)      | Minister van Transport                   | 5 juli 1955  | 25 maart 1960    | DC     |
|                                 | Giuseppe Togni        | Giuseppe Togni (1903–1981)        | Minister van Infrastructuur              | 20 mei 1957  | 25 juli 1960     | DC     |
|                                 | Mario Ferrari Aggradi | Mario Ferrari Aggradi (1916–1997) | Minister van Landbouw                    | 1 juli 1958  | 15 februari 1959 | DC     |
|                                 | Alberto Simonini      | Alberto Simonini (1896–1960)      | Minister van Communicatie                | 1 juli 1958  | 15 februari 1959 | PSDI   |
|                                 | Rinaldo Del Bo        | Rinaldo Del Bo (1916–1991)        | Minister voor Parlementaire Betrekkingen | 20 mei 1957  | 15 februari 1959 | DC     |
|                                 | Camillo Giardina      | Camillo Giardina (1907–1985)      | Minister voor Publieke Diensten          | 1 juli 1958  | 15 februari 1959 | DC     |
|                                 | Emilio Colombo        | Emilio Colombo (1920–2013)        | Minister voor Buitenlandse Handel        | 1 juli 1958  | 15 februari 1959 | DC     |
|                                 | Giuseppe Spataro      | Giuseppe Spataro (1897–1979)      | Minister voor de Koopvaardij             | 1 juli 1958  | 15 februari 1959 | DC     |
|                                 | Edgardo Lami Starnuti | Edgardo Lami Starnuti (1887–1987) | Minister voor Staats- deelnemingen       | 1 juli 1958  | 15 februari 1959 | PSDI   |
|                                 | Giulio Pastore        | Giulio Pastore (1902–1969)        | Minister voor Zuid-Italië                | 1 juli 1958  | 25 juli 1960     | DC     |

De Gasperi II · De Gasperi III · De Gasperi IV · De Gasperi V · De Gasperi VI · De Gasperi VII · De Gasperi VIII · Pella · Fanfani I · Scelba · Segni I · Zoli · Fanfani II · Segni II · Tambroni · Fanfani III · Fanfani IV · Leone I · Moro I · Moro II · Moro III · Leone II · Rumor I · Rumor II · Rumor III · Colombo · Andreotti I · Andreotti II · Rumor IV · Rumor V · Moro IV · Moro V · Andreotti III · Andreotti IV · Andreotti V · Cossiga I · Cossiga II · Forlani · Spadolini I · Spadolini II · Fanfani V · Craxi I · Craxi II · Fanfani VI · Goria · De Mita · Andreotti VI · Andreotti VII · Amato I · Ciampi · Berlusconi I · Dini · Prodi I · D'Alema I · D'Alema II · Amato II · Berlusconi II · Berlusconi III · Prodi II · Berlusconi IV · Monti · Letta · Renzi · Gentiloni · Conte I · Conte II · Draghi · Meloni